# Польское этологическое общество
Польское этологическое общество (пол. Polskie Towarzystwo Etologiczne) — польское научное общество, основанное в 1991 году в Варшаве. Первым председателем Общества был доктор наук, профессор Jerzy Chmurzyński (1991—2001 гг.).
Согласно Уставу, целью Общества является продвижение и популяризация этологии и других поведенческих наук (в том числе нейробиологии, поведенческой экологии и социобиологии) в Польше и за её пределами; представление мнения польского этологического сообщества государственным органам; сотрудничество с национальными научными обществами и учреждениями, а также с международной научной средой.
Общество активно сотрудничает с международными научными организациями, является членом Ассоциации по изучению поведения животных и Международного Совета этологов (англ.  International Council of Ethologists), где имеет своего постоянного представителя (доктор наук Michał Dzięcioł).
В 2018 году Общество, за долговременное плодотворное сотрудничество, получило почётную награду — «Медаль 100-летия Института экспериментальной биологии имени Марцелия Ненцкого Польской академии наук».
Председателем Общества является профессор, доктор наук Ewa Joanna Godzińska.